# タイ航空365便墜落事故
タイ航空365便墜落事故（タイこうくう365びんついらくじこ、英語: Thai Airways Flight 365）とは、1987年8月31日にタイ王国で発生した航空事故である。

## 事故の概要
タイ航空365便（ボーイング737-2P5、機体記号:HS-TBC）はハートヤイ国際空港発プーケット国際空港行き（どちらもタイに所在）の定期便であった。1987年8月31日、同便には乗客74人、乗員9人の計83人が搭乗していた。乗客の内3人が邦人だった。機長は総飛行時間19,000時間以上、同型機では5,000時間以上の飛行経験があった。
事故機は1980年にタイ航空に引き渡されて以来大きな事故は起こしていなかった。
365便がプーケット国際空港に接近した時は気象条件が良かった。着陸準備中の365便の運航乗務員は、事故機の後方下にいて同空港に着陸しようとしている香港ドラゴン航空203便（ボーイング737）について懸念を示した。運航乗務員の集中力の欠如により、365便の速度が最小速度を下回った。事故機は失速し運航乗務員が機体を立て直すことができず海に墜落した。搭乗していた全員が死亡した。

## 事故原因
事故直後から香港ドラゴン航空の旅客機を避けようとしたことが原因だと報じられた。
考えられる365便の墜落原因は次の通りであるとされた。「プーケット空港の進入管制指示に従い、事故機の操縦士は着陸順位1番で着陸するために減速したが、機体が失速状態に陥った。着陸順位2番の航空機の操縦士より、前方上方に位置している1番機が2番機の高度と交差しないで降下することは不可能だとの警告が発せられたため、1番機の操縦士は不安になり、着陸順位1番で着陸できないかもしれないと考えたようである。1番機の操縦士は失速警報装置の作動後、出力を上げてギアを格納したが、機体を立て直すことができずに海に墜落した。」パイロットエラーに加え、365便と香港ドラゴン航空のボーイング737の間に十分な間隔を開けておかなかった管制官にも責任があるとされた 。